# Palaeogeography, Palaeoclimatology, Palaeoecology
Palaeogeography, Palaeoclimatology, Palaeoecology (Palaeogeogr. Palaeoclimatol. Palaeoecol.) és una revista científica revisada per experts que publica estudis multidisciplinaris i articles de revisió en l'àmbit de la geologia paleoambiental. Els seus redactors són T. J. Algeo, H. Falcon-Lang, P. Hesse, I. Montanez, J. Pike i S. Xie. Fou fundada el 1965 i actualment és publicada per Elsevier.
Els seus resums són indexats a les següents bases de dades:
- AESIS
- Bibliography and Index of Geology
- BIOBASE
- BIOSIS
- Current Contents
- GEOBASE
- Meteorological and Geophysical Abstracts
- PASCAL
- Petroleum Abstracts
- Scopus
- SciSearch

Segons Journal Citation Reports, el 2020 tenia un factor d'impacte de 3,318.